# Most na torze regatowym w Bydgoszczy
Most na torze regatowym w Bydgoszczy – most drogowy, kablobetonowy na kanale łączącym tor regatowy z portem drzewnym w Bydgoszczy.

## Lokalizacja
Most znajduje się w ciągu ul. Toruńskiej w pobliżu przejazdu kolejowo-drogowego, oddzielając akwen toru regatowego od portu drzewnego (zwanego również „karpnikiem”).

## Historia
Most zbudowano w 1906 r. podczas II etapu budowy portu drzewnego w Bydgoszczy. Wyższe piętrzenie Brdy przez nowy jaz walcowy było przyczyną wydłużenia portu drzewnego w kierunku południowym. Ulicę Toruńską pozostawiono na grobli oddzielającej istniejący od 1879 r. port drzewny w Brdyujściu od nowego akwenu w Łęgnowie. Na kanale łączącym dwa akweny powstał most drogowy, widoczny m.in. na niemieckich mapach topograficznych z 1910 r.
Po zniszczeniu w okresie II wojny światowej most odbudowano w formie tymczasowej (drewniany pomost na dźwigarach stalowych). W 1964 r. Płockie Przedsiębiorstwo Robót Mostowych wykonało nowy obiekt w formie kablobetonowych dźwigarów opartych na istniejących przyczółkach.

## Dane techniczne
Most wykonano w konstrukcji kablobetonowej. Konstrukcję nośną stanowią dźwigary o rozpiętości 10,7 m oparte na stalowych łożyskach zlokalizowanych na przyczółkach ceglano-betonowych. Przestrzeń żeglugowa pod obiektem wynosi 4,36 m. Od strony południowej znajdują się wrota zamykające port drzewny „karpnik” od toru regatowego.
Przeprawa mieści jezdnię drogową z dwoma pasami ruchu oraz dwa chodniki dla pieszych.
Obiektem dysponuje Zarząd Dróg Miejskich i Komunikacji Publicznej w Bydgoszczy.

## Obciążenie ruchem
Na moście nie notuje się dużego ruchu pojazdów. Obiekt ma jednak duże znaczenie komunikacyjne, gdyż stanowi połączenie osiedla Łęgnowo oraz wsi Plątnowo i Otorowo z centrum Bydgoszczy.